# Платоне
Пла́тоне (латыш. Platone) — населённый пункт в южной части Латвии, расположенный в Платонской волости Елгавского края.
До 1 июля 2009 года входил в состав Елгавского района.
Является центром Платонской волости. Посёлок находится на обоих берегах реки Платоне у железнодорожной линии Рига — Мейтене и автомобильной дороги А8.
Расстояние до города Елгава 14 км. По данным на 2015 год, в населённом пункте проживало 360 человек.

## История
Поселение возникло на территории бывшей Платонской усадьбы (Platon).
В советское время населённый пункт был центром Платонского сельсовета Елгавского района. В селе располагалось учебно-опытное хозяйство ЛСХА «Елгава».
В селе находится здание администрации Платонской волости, магазин, Платонская начальная школа, библиотека, врачебная практика, почтовое отделение.